# 上尾站
上尾站（日语：／ Ageo eki */?）是東日本旅客鐵道（JR東日本）高崎線的鐵路車站，位於埼玉縣上尾市柏座一丁目。

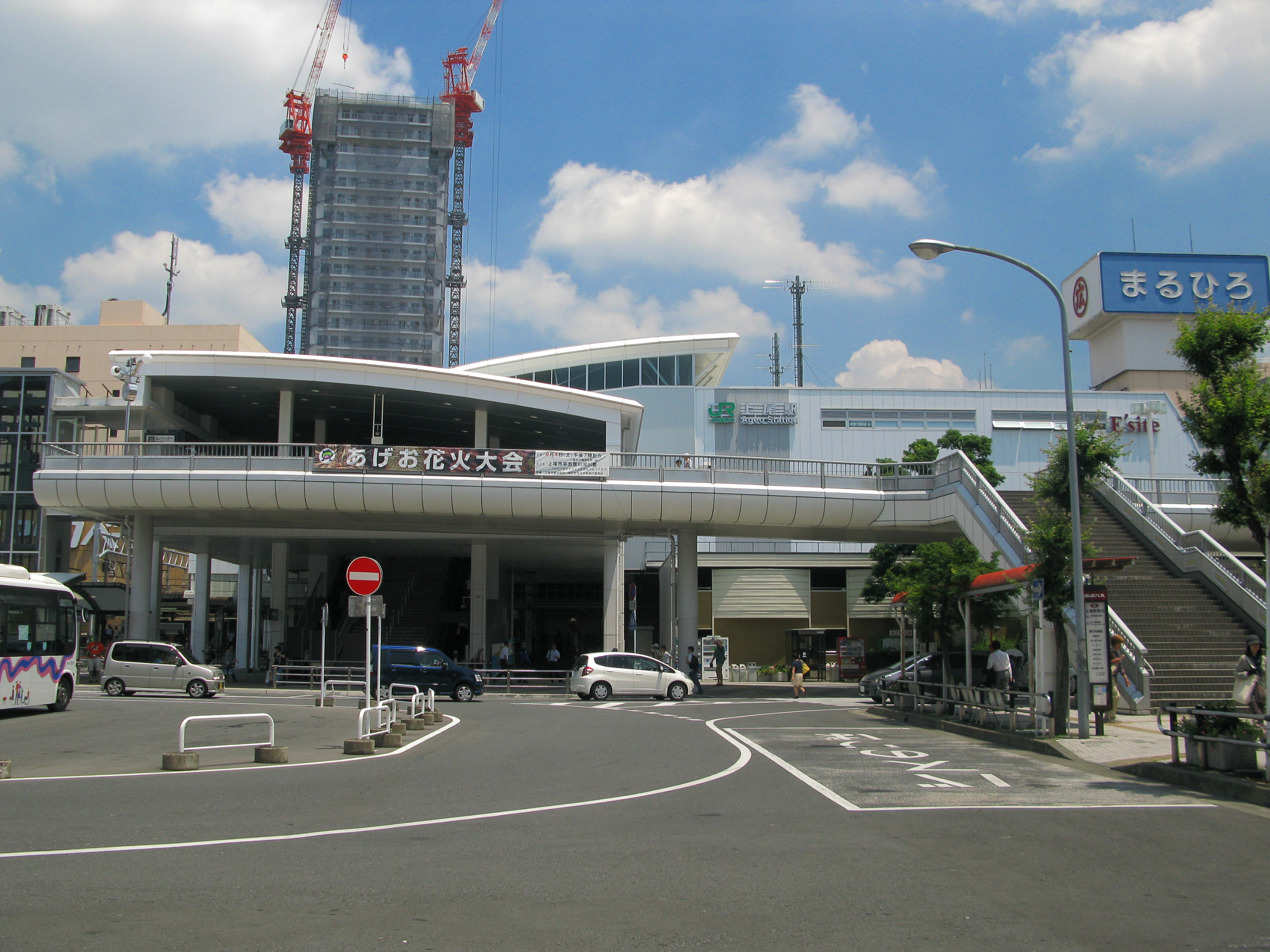
西口（2012年7月）

## 車站結構
本站是一地面車站，站房採跨站式站房設計。站內設有綠色窗口、劃位車票自動售票機、自動閘機等設備。
本站設有兩座月台。1號月台是一側式月台，2、3號月台則是島式月台2線設計。其中2號月台是待避線，一般供下行（往高崎方向）普通列車待避快速列車用。但早上繁忙時間時為分開使用特急列車和普通列車的乘客，上行（往上野、新宿）方向的特急列車使用2號月台。（2009年3月14日訂正列車時間表後，上行普通列車待避特別快速列車的車站改為桶川站）

### 月台配置
| 月台 | 路線    | 方向 | 目的地                                                      | 備註                            |
| ---- | ------- | ---- | ----------------------------------------------------------- | ------------------------------- |
| 1、2 | ■高崎線 | 上行 | 大宮、東京、新宿、橫濱方向 （包括■湘南新宿線、■上野東京線） | 2號月台為早上方向的特急列車使用 |
| 2、3 | ■高崎線 | 下行 | 熊谷、高崎方向                                              | 2號月台為平日晚上待避列車使用   |

（來源：JR東日本:車站構內圖 （页面存档备份，存于））

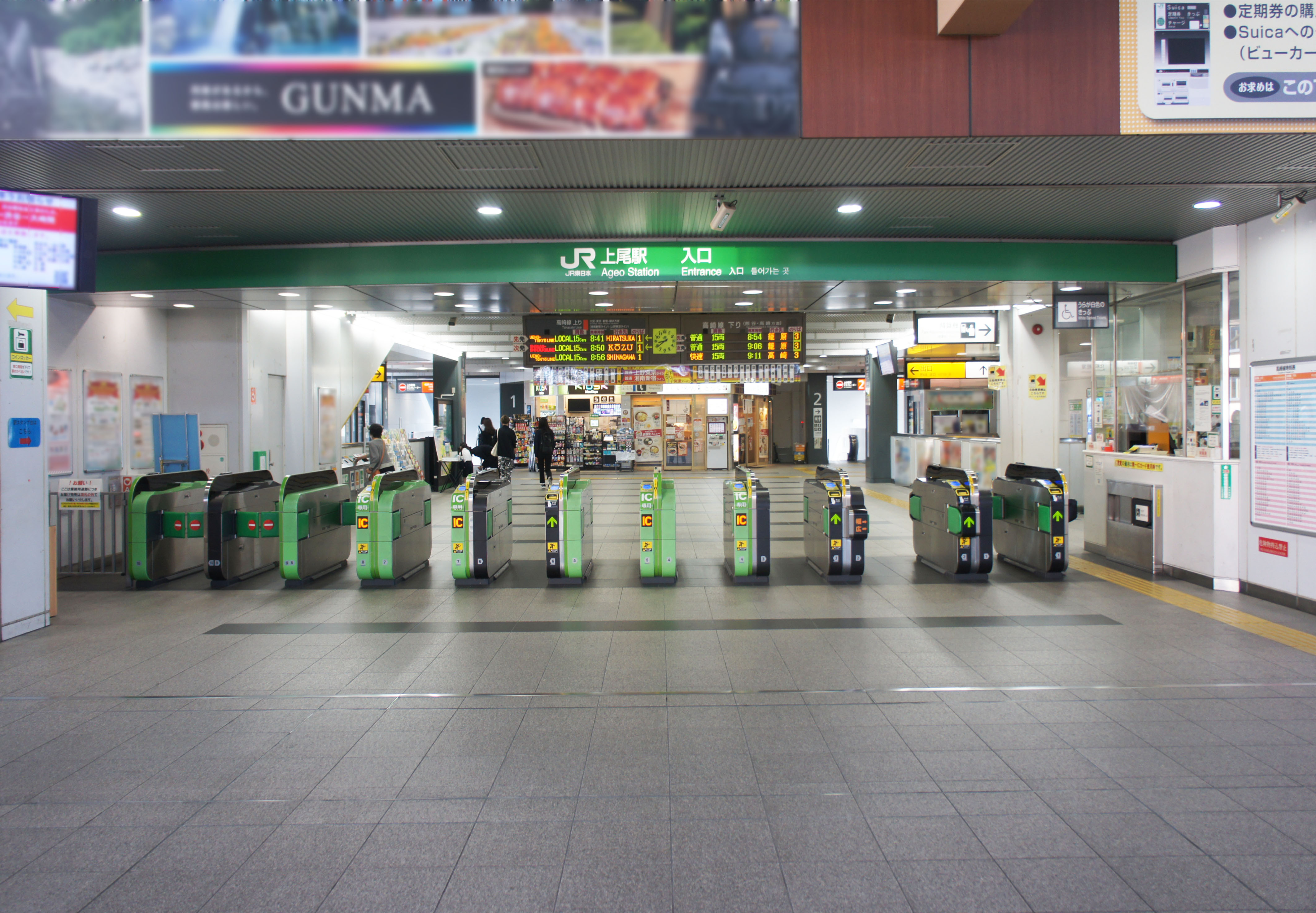
閘口（2021年10月）
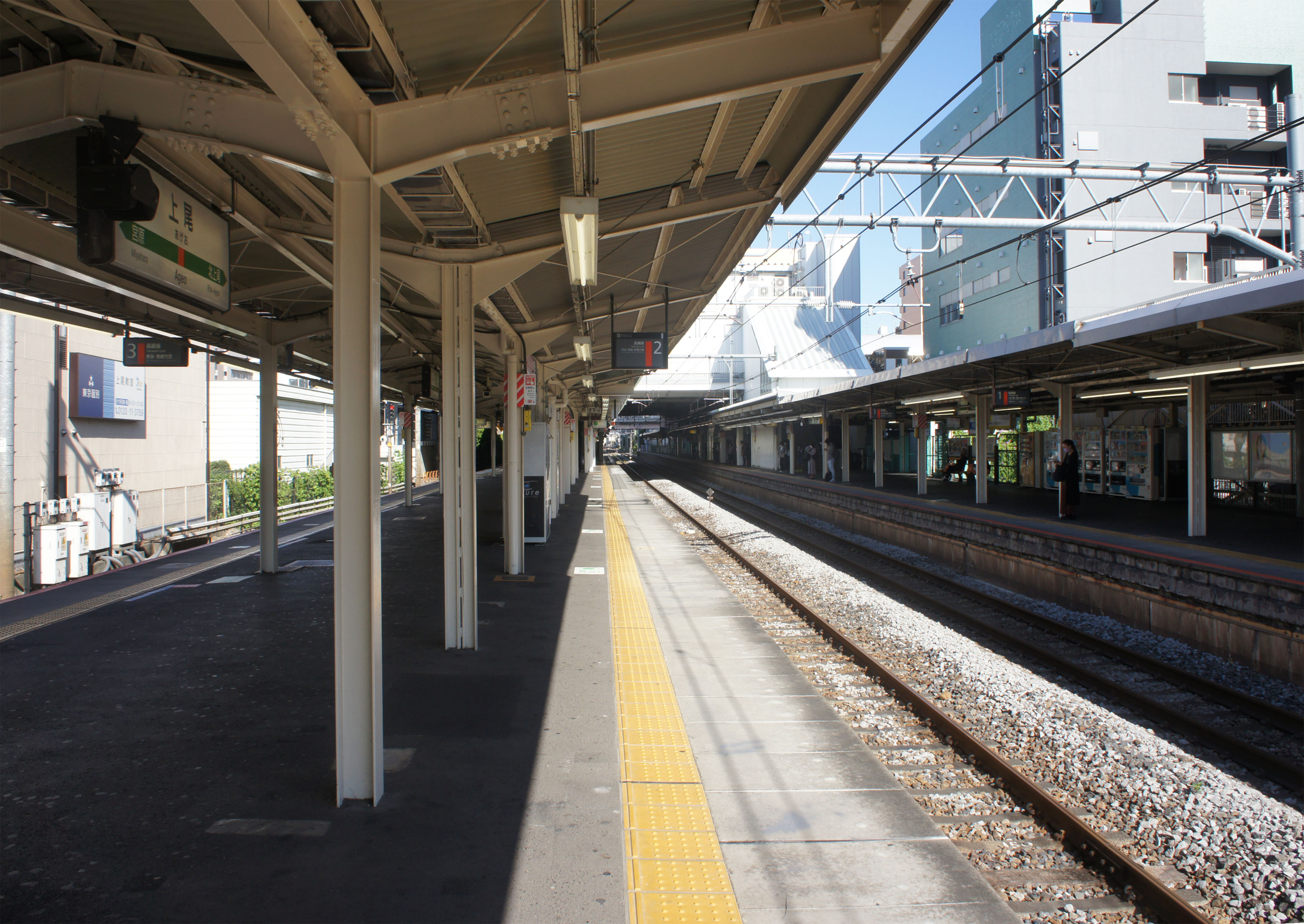
月台（2021年10月）

### 站房改建工程
現時的跨站式站房於1967年落成，已使用了30多年。其設施已明顯老化，且未能符合現時對無障礙環境的要求。因此上尾市政府決定改建站房。改建站房工程已於2007年動工，預定於2011年落成，施工期約3年6個月。改建總開支共40億6千6百萬日圓，其中90%（36億5千1百萬日圓）由上尾市政府支付，其餘（主要是無障礙化設施）由JR東日本承擔。上尾市政府現計畫發行債券集資。
站房改建工程的施工項目包括：
- 擴闊開放通道
  - 將現時8米闊的通道一舉向南（往大宮方向）擴闊至20米，除了減少擁擠外，也預留了供臨時攤檔使用及供團體集合用的空間。
- 無障礙化
  - 按日本於2000年11月實行的交通無障礙法的規定，於每座月台增設2台手扶電梯及1台升降機。
  - 付費區的洗手間改建為無障礙洗手間。
  - 通往東西方兩個出口的通道增設手扶電梯、升降機，並把西口較隱閉的升降機移往較容易看到的地方。
- 其他
  - 位於開放通道北側的綠色窗口及自動售票機，令現時乘客跟開放通道的行人的步行路線交錯。為解決問題，改建後的自動售票機及綠色窗口將位於南剪票口側。
  - 站房和開放通道增設窗戶，引入天然光。
  - 站房和開放通道改用較圓滑的設計。
  - 重建西口站前廣場。

## 使用情況
2019年（令和元年）度1日平均上車人次為41,655人。JR東日本管內車站排行第105位。高崎線車站次於大宮站排行第2位，高崎線的單獨站在高崎支社管轄站當中最多。比與上越新幹線的轉乘站熊谷站與高崎站還要多1萬人。
近年1日平均上車人次推移如下表。
| 年度               | 1日平均上車人次 | 1日平均上車人次 | 1日平均上車人次 | 來源              |
| 年度               | 定期外          | 定期            | 合計            | 來源              |
| ------------------ | --------------- | --------------- | --------------- | ----------------- |
| 1988年（昭和63年） | 10,133          | 31,757          | 41,890          | [ 上尾 1 ]        |
| 1989年（平成元年） | 10,003          | 30,786          | 40,789          | [ 上尾 2 ]        |
| 1990年（平成02年） | 10,423          | 32,270          | 42,693          | [ 上尾 2 ]        |
| 1991年（平成03年） | 11,397          | 33,525          | 44,922          | [ 上尾 2 ]        |
| 1992年（平成04年） | 11,195          | 33,874          | 45,069          | [ 上尾 2 ]        |
| 1993年（平成05年） | 10,846          | 33,669          | 44,515          | [ 上尾 2 ]        |
| 1994年（平成06年） | 10,854          | 33,175          | 44,029          | [ 上尾 2 ]        |
| 1995年（平成07年） | 10,818          | 32,617          | 43,435          | [ 上尾 2 ]        |
| 1996年（平成08年） | 11,040          | 32,520          | 43,560          | [ 上尾 2 ]        |
| 1997年（平成09年） | 10,880          | 31,820          | 42,700          | [ 上尾 2 ]        |
| 1998年（平成10年） | 10,775          | 31,241          | 42,016          | [ 上尾 2 ]        |
| 1999年（平成11年） |                 |                 | 41,421          | [ 埼玉県統計 1 ]  |
| 2000年（平成12年） |                 |                 | 41,091          | [ 埼玉県統計 2 ]  |
| 2001年（平成13年） |                 |                 | 40,827          | [ 埼玉県統計 3 ]  |
| 2002年（平成14年） |                 |                 | 40,783          | [ 埼玉県統計 4 ]  |
| 2003年（平成15年） |                 |                 | 41,106          | [ 埼玉県統計 5 ]  |
| 2004年（平成16年） |                 |                 | 40,802          | [ 埼玉県統計 6 ]  |
| 2005年（平成17年） |                 |                 | 40,820          | [ 埼玉県統計 7 ]  |
| 2006年（平成18年） |                 |                 | 40,900          | [ 埼玉県統計 8 ]  |
| 2007年（平成19年） |                 |                 | 41,125          | [ 埼玉県統計 9 ]  |
| 2008年（平成20年） |                 |                 | 41,140          | [ 埼玉県統計 10 ] |
| 2009年（平成21年） |                 |                 | 40,591          | [ 埼玉県統計 11 ] |
| 2010年（平成22年） |                 |                 | 40,491          | [ 埼玉県統計 12 ] |
| 2011年（平成23年） |                 |                 | 40,395          | [ 埼玉県統計 13 ] |
| 2012年（平成24年） | 11,352          | 29,647          | 40,999          | [ 埼玉県統計 14 ] |
| 2013年（平成25年） | 11,539          | 30,310          | 41,850          | [ 埼玉県統計 15 ] |
| 2014年（平成26年） | 11,553          | 29,615          | 41,168          | [ 埼玉県統計 16 ] |
| 2015年（平成27年） | 11,679          | 30,090          | 41,770          | [ 埼玉県統計 17 ] |
| 2016年（平成28年） | 11,609          | 30,137          | 41,747          | [ 埼玉県統計 18 ] |
| 2017年（平成29年） | 11,860          | 30,150          | 42,010          | [ 埼玉県統計 19 ] |
| 2018年（平成30年） | 11,934          | 30,276          | 42,210          | [ 埼玉県統計 20 ] |
| 2019年（令和元年） | 11,421          | 30,233          | 41,655          |                   |

## 歷史
上尾是中山道的宿場之一。相對於中山道其他宿場，上尾宿是較小的一個。1883年（明治16年），日本第三條鐵路——日本鐵道（現在的高崎線）於上尾宿設站，以協助推進上尾町的發展。由於當時的中山道位於車站東邊，因此開業時車站指設有向東邊的出口。
至1960年（昭和35年），車站平均每日有13,996人使用。當時，車站西邊也開始發展。為方便居民來往東西兩邊，市政府在車站北邊架設宏榮橋，並於1971年（昭和46年）9月落成啟用。同時，車站站房於1967年（昭和42年）開始重建工程，改建為跨站式站房。1968年（昭和43年），車站的東西口開放通道落成啟用。同年6月10日，新站房正式啟用。
1973年（昭和48年），日本國有鐵道（日本國鐵）出現勞資爭議，工會因而發動會員按章工作令列車大幅度延誤。列車延誤在加上列車滿載（上尾站乘客不能上車）、列車縮短行車（終點站自上野改為大宮），令在場過萬名乘客爆發暴動，追打在場的日本國鐵職員、破壞列車及車站設施。在場控制秩序的70名警員無力控制場面，警方需要加派700名機動部隊成員才能穩住局面。事件導致高崎線一直停駛至傍晚時分，並引起後來一連串的乘客暴動（日本首都圈國鐵乘客暴動）。日本稱此事件為「上尾事件」。
國鐵分割民營化後，JR東日本在傍晚繁忙時間增設較少停車站的快速「市鎮」（タウン）號班次（現時通勤快速班次的前身），不停上尾站。因此，上尾市和附近的桶川市（「市鎮」號亦不停該市的桶川站）一直要求JR東日本增設停靠市內車站的班次。而JR東日本最終於2004年（平成16年）10月16日訂正時間表時將其中兩班下行通勤快速列車增加停靠上尾站和桶川站。

### 年表
- 1883年（明治16年）7月28日：日本鐵道上尾站開業。開業當時尚未建設大宮，因此往東京方向的相鄰車站是浦和站。
- 1906年（明治38年）11月1日：日本鐵道被國有化，成為日本國鐵車站。
- 1909年（明治42年）10月12日－日本國鐵重編路線，本站成為高崎線車站。
- 1935年（昭和10年）：改建站房。
- 1967年（昭和42年）：第二次改建站房，為跨站式站房構造。
- 1968年（昭和43年）6月10日：新站房開業。
- 1969年（昭和44年）12月8日：新站房完工。
- 1973年（昭和48年）3月13日：發生上尾事件。
- 1983年（昭和58年）9月：東口完成重建，商業建設群開業，同時擴闊了車站的開放通道和月台。
- 1985年（昭和60年）3月14日：增設新特急班次，高崎線內均停上尾站。
- 1987年（昭和62年）4月1日：國鐵分割民營化，本站由JR東日本接手管理。
- 1995年（平成7年）2月：西口人行天橋落成啟用。
- 2001年（平成13年）11月18日：智能卡系統Suica正式投入服務。
- 2002年（平成14年）3月：上尾市設立「JR上尾站修建相關研究委員會」，20名成員由官民商各界團體組成，研究改建上尾站。
- 2003年（平成15年）3月24日：研究會完成研究並向市政府提交建議書。
- 2004年（平成16年）10月16日：部分通勤快速列車開始停靠本站。
- 2007年（平成19年）4月19日：臨時市議會通過改建站房的工程合約。
- 2007年（平成19年）6月23日：動工改建站房，工期預算為3年6個月。
- 2011年（平成23年）左右：新站房預定落成日期。

## 相鄰車站
東日本旅客鐵道
■高崎線
- 特急「赤城」停車站

■特別快速、■快速「Urban」
大宮（JU 07、JS 24）－上尾－桶川
■普通
宮原－上尾－北上尾

### 使用情況
JR東日本1日平均使用人數
1. ↑  各駅の乗車人員 （页面存档备份，存于） - JR東日本

JR東日本統計資料
1. ↑  埼玉県統計年鑑 （页面存档备份，存于） - 埼玉県
2. ↑  統計あげお[永久] - 上尾市

JR東日本1999年度以後上車人次
1. ↑  各駅の乗車人員（1999年度） （页面存档备份，存于） - JR東日本
2. ↑  各駅の乗車人員（2000年度） （页面存档备份，存于） - JR東日本
3. ↑  各駅の乗車人員（2001年度） （页面存档备份，存于） - JR東日本
4. ↑  各駅の乗車人員（2002年度） （页面存档备份，存于） - JR東日本
5. ↑  各駅の乗車人員（2003年度） （页面存档备份，存于） - JR東日本
6. ↑  各駅の乗車人員（2004年度） （页面存档备份，存于） - JR東日本
7. ↑  各駅の乗車人員（2005年度） （页面存档备份，存于） - JR東日本
8. ↑  各駅の乗車人員（2006年度） （页面存档备份，存于） - JR東日本
9. ↑  各駅の乗車人員（2007年度） （页面存档备份，存于） - JR東日本
10. ↑  各駅の乗車人員（2008年度） （页面存档备份，存于） - JR東日本
11. ↑  各駅の乗車人員（2009年度） （页面存档备份，存于） - JR東日本
12. ↑  各駅の乗車人員（2010年度） （页面存档备份，存于） - JR東日本
13. ↑  各駅の乗車人員（2011年度） （页面存档备份，存于） - JR東日本
14. 1 2 3  各駅の乗車人員（2012年度） （页面存档备份，存于） - JR東日本
15. 1 2 3  各駅の乗車人員（2013年度） （页面存档备份，存于） - JR東日本
16. 1 2 3  各駅の乗車人員（2014年度） （页面存档备份，存于） - JR東日本
17. 1 2 3  各駅の乗車人員（2015年度） （页面存档备份，存于） - JR東日本
18. 1 2 3  各駅の乗車人員（2016年度） （页面存档备份，存于） - JR東日本
19. 1 2 3  各駅の乗車人員（2017年度） （页面存档备份，存于） - JR東日本
20. 1 2 3  各駅の乗車人員（2018年度） （页面存档备份，存于） - JR東日本
21. 1 2 3  各駅の乗車人員（2019年度） （页面存档备份，存于） - JR東日本

埼玉縣統計年鑑
1. ↑  .   [2020-05-16]. （原始内容存档于2020-02-02）.
2. ↑  .   [2020-05-16]. （原始内容存档于2020-02-02）.
3. ↑  .   [2020-05-16]. （原始内容存档于2020-02-02）.
4. ↑  .   [2020-05-16]. （原始内容存档于2020-02-02）.
5. ↑  .   [2020-05-16]. （原始内容存档于2020-02-02）.
6. ↑  .   [2020-05-16]. （原始内容存档于2020-02-02）.
7. ↑  .   [2020-05-16]. （原始内容存档于2020-02-02）.
8. ↑  .   [2020-05-16]. （原始内容存档于2020-02-02）.
9. ↑  .   [2020-05-16]. （原始内容存档于2020-02-02）.
10. ↑  .   [2020-05-16]. （原始内容存档于2020-02-02）.
11. ↑  .   [2020-05-16]. （原始内容存档于2020-02-02）.
12. ↑  .   [2020-05-16]. （原始内容存档于2020-02-02）.
13. ↑  .   [2020-05-16]. （原始内容存档于2020-02-02）.
14. ↑  .   [2020-05-16]. （原始内容存档于2020-02-02）.
15. ↑  .   [2020-05-16]. （原始内容存档于2020-02-02）.
16. ↑  .   [2020-05-16]. （原始内容存档于2020-02-02）.
17. ↑  .   [2020-05-16]. （原始内容存档于2020-02-02）.
18. ↑  .   [2020-05-16]. （原始内容存档于2020-02-02）.
19. ↑  .   [2020-05-16]. （原始内容存档于2020-02-02）.
20. ↑  .   [2020-05-16]. （原始内容存档于2020-03-18）.

統計上尾
1. ↑  上尾市総務部庶務課. . 上尾市総務部庶務課. 1992-03: 67.
2. 1 2 3 4 5 6 7 8 9 10  上尾市総務部庶務課. . 上尾市総務部庶務課. 2000-03: 81.

## 外部連結
- 車站資訊（上尾）：東日本旅客鐵道

35°58′22″N 139°35′20″E / 35.972901°N 139.588904°E